# Vachonobisium
Genre
Vachonobisium est un genre de pseudoscorpions de la famille des Gymnobisiidae.

## Distribution
Les espèces de ce genre sont endémiques du Chili.

## Étymologie
Ce genre est nommé en l'honneur de Max Vachon.

## Liste des espèces
Selon Pseudoscorpions of the World (version 3.0) :
- Vachonobisium heros (Beier, 1964)
- Vachonobisium intermedium (Vitali-di Castri, 1963)
- Vachonobisium troglophilum Vitali-di Castri, 1963

## Publication originale
- Vitali-di Castri, 1963 : La familia Vachoniidae (= Gymnobisiidae) en Chile (Arachnidea, Pseudoscorpionida). Investigaciones Zoológicas Chilenas, vol. 10, p. 27-82.